# علي الحياري
علي بن احمد العلي المطلق الحياري جنرال أردني ولد في مدينة السلط عام 1923 شغل منصب رئيس هيئة الأركان المشتركة للقوات المسلحة الأردنية من 17 أبريل 1957 إلى 20 أبريل 1957. وكان أحد أعضاء حركة الضباط الأحرار في الاردن. شغل منصب السفير الادرني لدى مصر، حيث عاد إلى الأردن بعد اغتيال رئيس وزراء الأردن وصفي التل يوم 28 تشرين ثاني 1971 في القاهرة بعد قطع العلاقات الدبلوماسية بين مصر والأردن.

## قيادة الجيش
بعد احداث نيسان 1957 واستقالة رئيس هيئة الاركان علي أبو نوار تم تعينه رئيسا للاركان لفترة قصيرة.